# Jeannette Wilkinson
Jeanette Gaury Wilkinson (Bermondsey, 19 de marzo de 1841 - 22 de agosto de 1886) fue una sufragista británica y sindicalista.

## Biografía
Nacida en Bermondsey, Wilkinson recibió una educación privada en la cercana City de Londres. Desde los diecisiete años trabajó tapizando muebles, pero en su tiempo libre estudiaba economía, historia y literatura inglesa en el Birkbeck College. En 1873, ganó el premio de la Royal Society of Arts de economía política.
Wilkinson se interesó por el sindicalismo y en 1875 fue elegida secretaria de la London Upholsteresses' Society, un organismo afiliado a la Women's Trade Union League. Representó a su sindicato en nueve conferencias del Trades Union Congress (TUC), donde pronunció numerosos discursos sobre las condiciones laborales de las mujeres, y pidió que se derogase la legislación específica que se aplicaba solamente a las mujeres. Wilkinson permaneció involucrada en estas organizaciones durante toda su vida, y en 1885 presentó con éxito una moción en el TUC en apoyo de la representación de las mujeres en el Parlamento.
Wilkinson se graduó como maestra en 1876 y trabajó en varias escuelas de Londres. Sin embargo, en 1882, se cansó de su trabajo y se convirtió en secretaria de la Asociación de Vigilancia para la Defensa de los Derechos Personales. Dos años más tarde, pronunció un discurso en St James Hall en apoyo al sufragio femenino, lo que impresionó suficientemente a los asistentes como para ofrecerle, y aceptó, el puesto de secretaria de organización en la Sociedad de Bristol para el Sufragio de las Mujeres. El grupo esperaba que ella reclutara a mujeres trabajadoras para su causa, y pronunció numerosos discursos en la zona y en el sur de Gales, con bastante éxito. En 1885, regresó a Londres y se convirtió en organizadora de la Sociedad Nacional para el Sufragio de las Mujeres. 
En 1885, Wilkinson también se afilió al Partido Liberal, inspirada por su apoyo a la independencia de Irlanda. Inmediatamente fue elegida para el comité ejecutivo de su asociación local y pronunció numerosos discursos en apoyo a los candidatos liberales en las elecciones generales de 1885. Afectada por una mala salud murió de bronquitis asmática en agosto de 1886.